# Experimental & Molecular Medicine
Experimental & Molecular Medicine è una rivista medica mensile sottoposta a revisione paritaria e ad accesso aperto, che tratta di biochimica e biologia molecolare. È stata fondata nel 1964 col nome di Korean Journal of Biochemistry o Taehan Saenghwa Hakhoe Chapchi, ed era pubblicata due volte l'anno.[1]
Inizialmente era in coreano, ma nel 1975 è diventata una rivista in lingua inglese. Nel 1994 la rivista ha iniziato a pubblicare trimestralmente. Ha ottenuto il nome attuale nel 1996, quando ha anche iniziato a pubblicare bimestralmente, passando a una periodicità mensile nel 2009. È la rivista ufficiale della Società coreana di biochimica e biologia molecolare.
Il caporedattore è Dae-Myung Jue (Università cattolica di Corea).
È pubblicata dalla Nature Publishing Group. L'archivio online completo della rivista, dal 2008 ad oggi, è disponibile su PubMed Central.

## Indicizzazione
Gli abstract e gli articoli della rivista sono indicizzati da:
- BIOSIS Previews[1]
- Chemical Abstracts[2]
- Embase[3]
- Index Medicus/MEDLINE/PubMed/PubMed Central[4]
- Science Citation Index Expanded[1]
- Scopus[3]

Secondo il Journal Citation Reports, nel 2022 l'Experimental & Molecular Medicine
 ha ricevuto un fattore di impatto pari a 12,8. Nel 2020 si è classificata al 14º posto fra 140 riviste nella categoria "Medicina, ricerca e sperimentazione" e al 34º posto su 298 riviste nella categoria "Biochimica e biologia molecolare".